# 박송봉
박송봉(朴松奉, 1931년 9월 20일~2001년 2월 20일)은 조선민주주의인민공화국의 정치인으로, 조선로동당 중앙위 후보위원 등을 역임했다.